# Paul Beyer (Politiker, 1890)
Paul Beyer (* 13. Juni 1890 in Danzig; † 27. August 1968 in Verl) war ein deutscher Arbeiter und Politiker (USPD, KPD, SPD).

## Leben
Beyer war der Sohn eines Arbeiters. Nach dem Abschluss der Volksschule war er Former in Danzig und Schidlitz (bei Danzig). Im Ersten Weltkrieg war er Soldat und kehrte als Schwerkriegsbeschädigter bzw. danach Kriegsinvalide nach Schidlitz zurück. Er war evangelischer Konfession, bevor er aus der Kirche austrat, und verheiratet.
In der Freien Stadt Danzig schloss er sich der USPD an. 1919 wurde er für seine Partei in den Volkstag gewählt, dem er bis 1923 angehörte. Im Januar 1921 wechselte er zur KPD, im Juni 1923 zur SPD.
1945 flüchtete er aus Danzig und lebte dann zunächst in Gütersloh und seit Juli 1955 in Verl.